# James Chadwick

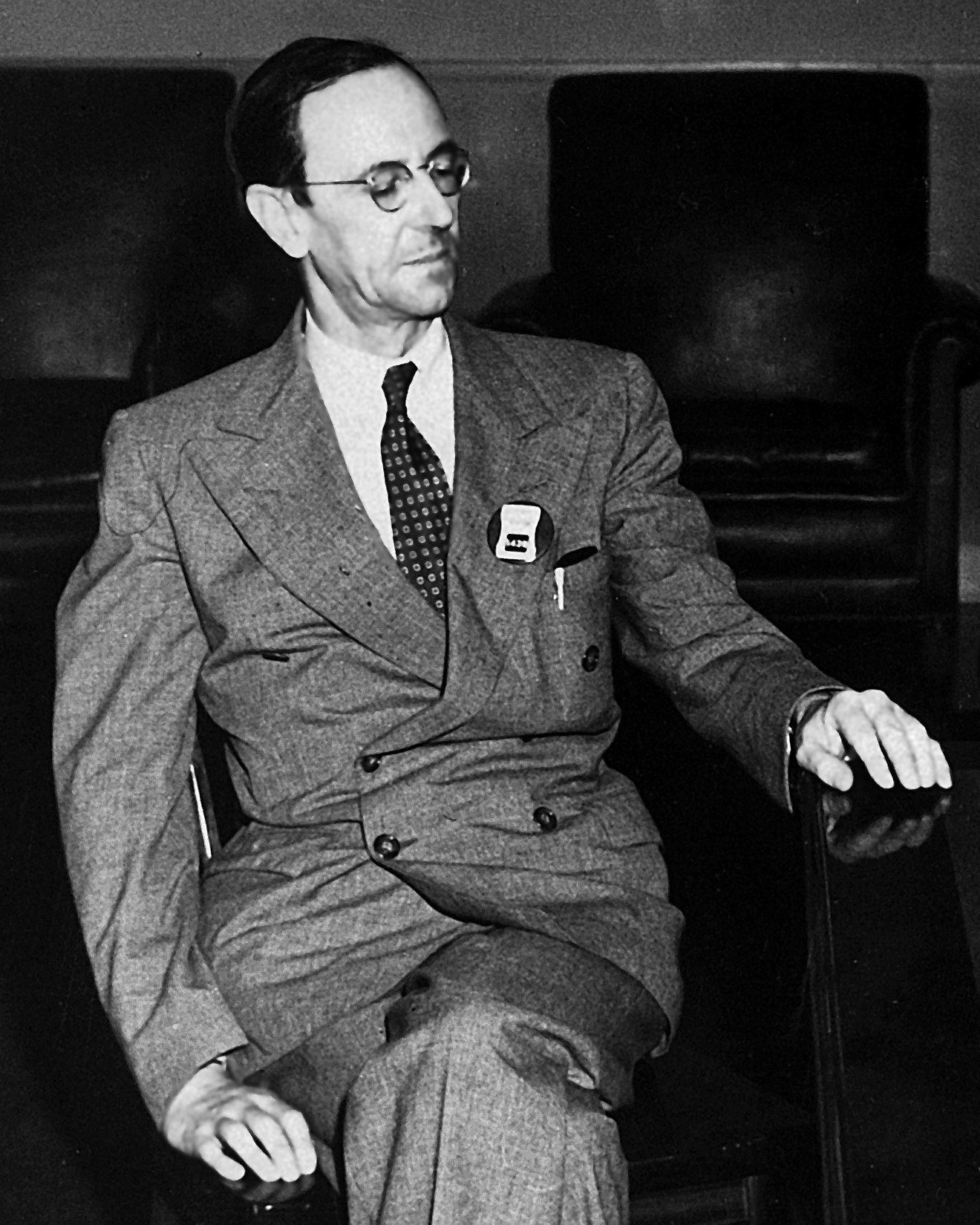
James Chadwick, ca. 1945

Sir James Chadwick (* 20. Oktober 1891 in Bollington, Cheshire East; † 24. Juli 1974 in Cambridge) war ein englischer Physiker. Er war Nobelpreisträger für Physik 1935. Den Nobelpreis erhielt er für die Entdeckung des Neutrons.

## Leben und Wirken

### Kindheit und Ausbildung
Chadwick wurde 1891 geboren in Bollington, nahe Manchester. Seine Eltern waren John Joseph Chadwick und Mary Anne Knowles. Er besuchte zunächst die Bollington Cross C of E Primary School und später die Central Grammar School for Boys in Manchester.
Im Jahr 1908 begann er ein Physikstudium an der University of Manchester, wo er 1911 seinen Abschluss machte. Anschließend verbrachte Chadwick zwei Jahre bei Ernest Rutherford am Physical Laboratory in Manchester, wo er an verschiedenen Problemen der Radioaktivität arbeitete. 1913 folgte ein Abschluss als Master of Science (M.Sc.) in diesem Bereich. Im selben Jahr gewann er ein Stipendium („1851 Senior Research Scholarship“) und ging als Mitarbeiter von Hans Geiger an die Physikalisch-Technische Reichsanstalt in Berlin-Charlottenburg.

### Erster Weltkrieg und Forschungsarbeit
Nach Ausbruch des Ersten Weltkriegs im Jahr 1914 geriet er in Internierungshaft. Während seiner Haft im „Zivilgefangenenlager“ in Ruhleben konnte er jedoch weiterhin eigene Experimente durchführen, wenn auch mit deutlichen Einschränkungen. Nach der Rückkehr nach England und Rutherfords Übernahme der Leitung des Cavendish-Laboratoriums 1919 wurde er dessen enger Mitarbeiter und assistierender Direktor des Instituts. Gemeinsam arbeiteten sie an der Erforschung der Gamma-Strahlung und des Aufbaus des Atomkerns.

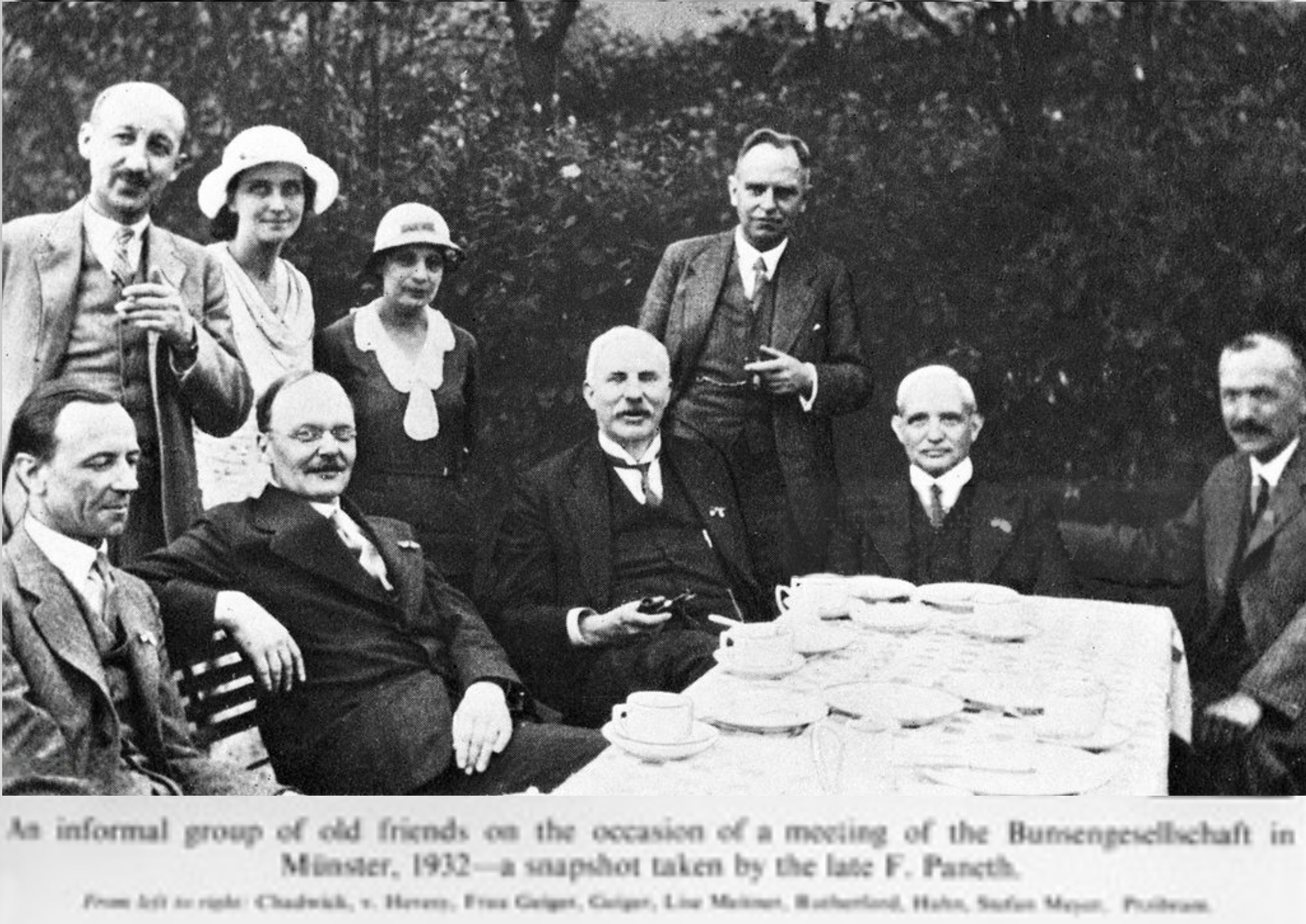
Bunsentagung Münster 1932, stehend von l. n. r: George de Hevesy, Frau Geiger, Lise Meitner, Otto Hahn; sitzend v. l. n. r.: James Chadwick, Hans Geiger, Ernest Rutherford, Stefan Meyer, Karl Przibram

### Entdeckung des Neutrons
1932 gelang Chadwick durch den Beschuss von Berylliumatomen mit Alphateilchen der experimentelle Nachweis für die Existenz des Neutrons, die seit der Erforschung der Isotope in den 1920er Jahren vorausgesagt worden war. Er veröffentlichte in der Zeitschrift Nature am 27. Februar 1932 einen Artikel über seine Erforschung der Existenz des Neutrons. Für seine Leistung erhielt er 1935 den Nobelpreis für Physik. Die Reaktion, welche Chadwick theoretisch erklären konnte – also die Produktion eines freien Neutrons aus Beryllium und einem Heliumkern – in heutiger Notation 9Be(α,n)12C – dient noch heute im Labormaßstab als Neutronenquelle. Die Arbeit Chadwicks bereitete den Weg für die Versuche Enrico Fermis, Irene Joliot-Curies sowie Otto Hahns und Fritz Straßmanns zur induzierten Spaltung von Kernen des Elements Uran durch den Beschuss mit Neutronen und der Möglichkeit einer nuklearen Kettenreaktion, welche erstmals Leo Szilard theoretisch als Gedankenexperiment aufgeworfen hatte. Chadwicks Entdeckung des Neutrons kann als Paradigmenwechsel in der Teilchenphysik angesehen werden. War es vorher nur möglich, geladene Teilchen auf Targets zu feuern, so konnte nun das Neutron für diese Zwecke verwendet werden. Im Gegensatz zu Protonen und Alphateilchen, welche die Coulomb-Barriere überwinden müssen, um mit Atomkernen zu interagieren, können Neutronen auch mit sehr geringer Geschwindigkeit auf Atomkerne gefeuert werden, ohne wirkungslos abzuprallen. Es entstand in der Folge ein regelrechter „Hype“ unter Teilchenphysikern, Materialien der „neuen“ Neutronenstrahlung auszusetzen, um die Effekte zu beobachten. Schon 1934 meinte Enrico Fermi durch entsprechende Experimente mit Uran Transmutation und Transurane beobachtet zu haben und schon 1938 gelang es Lise Meitner, korrekt zu erklären, dass der Urankern in Wahrheit in zwei Teile „zerplatzt“ war. 1942 gelang Enrico Fermi der Bau der ersten menschengemachten selbsterhaltenden Kernspaltungs-Kettenreaktion (Chicago Pile 1) und 1945 wurde die militärische Anwendbarkeit der gemachten Entdeckungen eindrucksvoll bewiesen.

### Weitere Laufbahn und Beteiligung am Atombombenprojekt
Chadwick widmete sich in der Folge dem Aufbau eines Zyklotrons an der Universität Liverpool, an der er ab 1935 Lyon Jones Professor für Physik war. Mit Hilfe dieses Geräts konnte 1940 der Nachweis geführt werden, dass wenige Kilogramm angereicherten Urans für die Produktion einer Atombombe ausreichen würden (=kritische Masse), nicht die bisher veranschlagte Menge von mindestens einer Tonne. Chadwick war Mitglied der MAUD-Kommission, welche erörterte, ob der Bau einer Atomwaffe möglich war. Er schrieb dazu später: „I realised that a nuclear bomb was not only possible, it was inevitable“ – Mir wurde klar, dass eine Nuklearbombe nicht nur möglich war, sondern dass sie unausweichlich kommen würde. Und weiter: „I had then to start taking sleeping pills. It was the only remedy.“ – Von da an musste ich Schlaftabletten einnehmen; ohne ging es nicht mehr. Gemeinsam mit anderen britischen Wissenschaftlern arbeitete Chadwick in dieser MAUD-Kommission am Bau einer solchen Waffe, die bis 1943 mit der Verfügbarkeit einer britischen Nuklearwaffe rechnete. Eine entsprechende Anlage zur Produktion von waffenfähigem Material wurde in Kanada errichtet.
Nach dem Kriegseintritt der USA im Dezember 1941 verstärkte auch die amerikanische Regierung ihre Anstrengungen zum Bau einer Atomwaffe. 1943 beschlossen die Regierungen der beiden Staaten, ihre Atomprogramme zu koordinieren. Gemeinsam mit anderen britischen Wissenschaftlern wurde Chadwick in die USA entsandt, um am Manhattan-Projekt mitzuarbeiten. Er leitete dort die britische Mission beim Manhattan-Projekt und blieb bis 1946. Das in Kanada produzierte Uran wurde für die weiteren Forschungen benutzt und trug so zur Fertigstellung der ersten Atombombe bei. 1945 wurde Chadwick für seine Verdienste zum Ritter geschlagen.

### Nach dem Zweiten Weltkrieg
Nach Kriegsende kehrte Chadwick nach Liverpool zurück und wirkte am Aufbau des britischen Nuklearenergie-Programms mit. Außerdem setzte er den Bau eines Synchrotrons an der dortigen Universität durch und hatte großen Anteil an der britischen Entscheidung zur Beteiligung am Aufbau des europäischen Kernforschungszentrums CERN. 1948 trat er von seiner Professur in Liverpool zurück und wurde Master des Gonville and Caius Colleges der Universität Cambridge. 1958 zog er sich aus dem Universitätsbetrieb zurück und lebte einige Jahre in Liverpool. 1966 wurde er in den Orden Pour le Mérite aufgenommen, und 1969 setzte er sich in Cambridge zur Ruhe. Er starb 1974 im Alter von fast 83 Jahren.

## Nach Chadwick benannt
- Zu Chadwicks Ehren wurde die mittlerweile veraltete Einheit des Neutronenflusses, das Chad, nach ihm benannt.
- 1985 wurde der Mondkrater Chadwick von der Internationalen Astronomischen Union offiziell nach James Chadwick benannt.[8]